# 不列颠尼亚

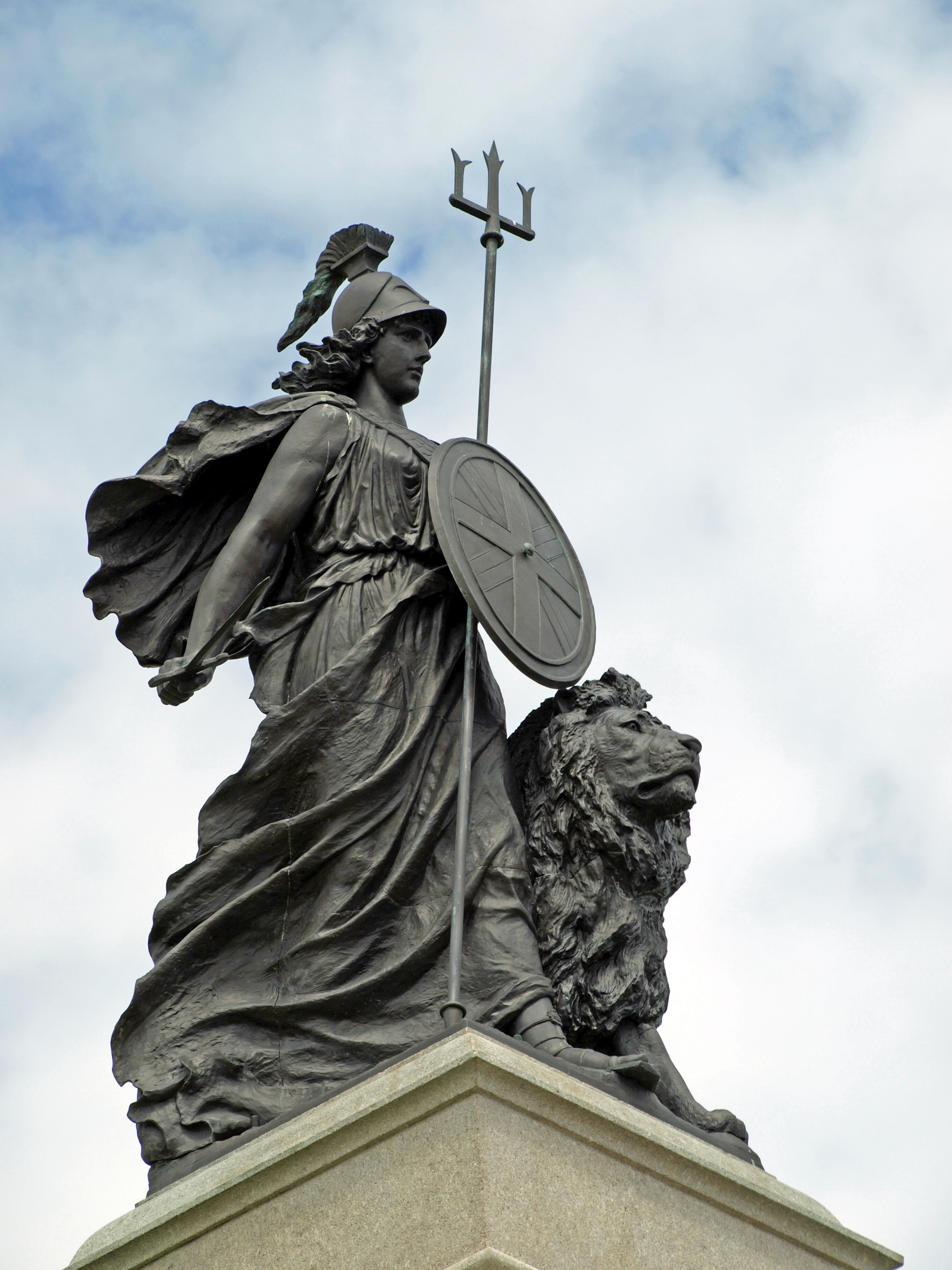
英国普利茅斯的一座不列颠尼亚塑像

不列颠尼亚（英語：Britannia）是罗马帝国对不列颠岛的拉丁语称呼，后据此设立不列颠尼亚行省。这一拉丁语称谓，后又衍生出守護不列顛岛的女神名稱。若以读音论，实以“不列塔尼亚”最接近原始发音，所以一些架空、奇幻小说中相当于英国的地方，往往译作不列塔尼亚。
罗马帝国不列颠尼亚行省的疆域，包括英格兰和威尔士的绝大部分地区，其北侧以哈德良长城作为和苏格兰之间的边境。哈德良长城以北地区，罗马人称做加勒多尼亚。
不列颠尼亚被罗马人神化，衍生不列颠女神。后成为现代英国的化身和象征，她的现代形象通常是身披盔甲，手持三叉戟和盾。

## 不列颠女神

不列塔尼亚出现在2005年的英国两英镑硬币上

这位不列颠女神的起源可能来自凯尔特神话中的橡树之神布里奇德，或是古凯尔特人部族艾西尼人的女王布迪卡（Boudica）。罗马帝国的皇帝哈德良发行的硬币上就有女性化的不列塔尼亚形象。早期的不列塔尼亚被描绘为一个美貌的年轻女子，头戴古罗马百夫长头盔，身披白色的古罗马宽外袍，右乳袒露。她通常坐在岩石上的宝座上，手持矛和盾。有时候她手持旌旗，或是坐在波涛上方的球体上。随着罗马帝国的衰亡，不列塔尼亚的形象也逐渐褪色。
17、18世纪，大不列颠岛上的英格兰和苏格兰开始走向统一。随着英国国力的上升和大英帝国的不断扩张，不列塔尼亚逐渐成为大不列颠的化身。为了突出英国对海权论和海军的重视，不列塔尼亚的形象也发生了变化。在维多利亚时代，这位不列颠女神被描绘成有着褐色或金色头发的年轻女子，她依然穿戴着古罗马的头盔和宽袍，但手持的是海神波塞冬的三叉戟，通常站在海面上，她的身边是绘有英国米字旗的希腊圆木盾，因为社会风气的变化她的胸部也不再裸露。不列塔尼亚的身边常有代表英国的狮子。今天不列颠尼亚的形象出现在英国的硬币、绘画、雕塑等众多事物上。